# 藏南党参
藏南党参（学名：Codonopsis subsimplex）为桔梗科党参属的植物。分布在尼泊尔、锡金、印度以及中国大陆的西藏等地，生长于海拔3,100米的地区，多生在山地林下及灌丛中，目前尚未由人工引种栽培。

## 别名
近单一党参（植物分类学报）